# Cistus merinoi
Cistus merinoi är en solvändeväxtart som beskrevs av Carlos Pau. Cistus merinoi ingår i släktet Cistus och familjen solvändeväxter. Inga underarter finns listade i Catalogue of Life.